# AK Buzet
AK Buzet, hrvatski automobilistički klub iz Buzeta. Sjedište je u Koreniki 227. Organizira poznato automobilističko natjecanje Buzetske dane. Klub je osnovan 1972. godine. Zlatno razdoblje bilo je sredinom osamdesetih. Buzetski su vozači osvajali postolja diljem države. Zlatnu generaciju činili su Branko Bašić, Žarko Bauman, Silvano Vivoda i Dubravko Bošnjaković, koji su se u tom vremenu tri puta plasirali na treće mjesto u Jugoslaviji. Branko Bašić je i dvaput bio prvak Jugoslavije i dvaput doprvak. Tom nizu pripada Valter Nežić.

## Vanjske poveznice
- Buzetski dani  Arhivirana inačica izvorne stranice od 18. prosinca 2019. (Wayback Machine)